# Schweich
Schweich är en stad i Landkreis Trier-Saarburg i förbundslandet Rheinland-Pfalz i Tyskland. Kommunen har cirka 8 000 invånare.
Staden ingår i kommunalförbundet Verbandsgemeinde Schweich an der Römischen Weinstraße tillsammans med ytterligare 18 kommuner.